# Faye Dunaway
Dorothy Faye Dunaway (sinh ngày 14 tháng 1 năm 1941), với nghệ danh là Faye Dunaway, là một nữ diễn viên điện ảnh người Mỹ từng đoạt giải Oscar cho nữ diễn viên chính xuất sắc nhất. Bà đã thủ vai chính trong nhiều phim khác nhau, từ những phim rất thành công về thương mại như The Towering Inferno và phim cổ điển hơi kịch hóa cường điệu Mommie Dearest, tới các phim được giới bình luận tán thưởng, trong đó có Bonnie and Clyde, Chinatown, và Network. Bà được đề cử hai lần cho giải Oscar cho nữ diễn viên xuất sắc nhất nhờ vai diễn trong các phim Bonnie and Clyde và Chinatown, sau đó đoạt giải này cho vai diễn trong phim Network (1976).

## Cuộc đời và sự nghiệp

### Thời niên thiếu
Dunaway sinh tại Bascom, Florida, con gái của Grace April (nhũ danh Smith), người nội trợ, và John MacDowell Dunaway, Jr., một sĩ quan quân đội. Dunaway theo học trường Đại học Florida, Đại học Tiểu bang Florida, và Đại học Boston, nhưng tốt nghiệp Đại học Florida môn kịch nghệ. Năm 1962, Dunaway gia nhập Học viện và Nhà hát quốc gia Mỹ (American National Theater and Academy).

### Sự nghiệp
Dunaway xuất hiện ở Broadway năm 1962 trong vai con gái của Thomas More trong vở A Man for All Seasons. Vai diễn đầu tiên trên màn hình của bà là trong phim The Happening (1967). Năm 1967, bà cũng đóng phim Hurry Sundown, và cùng năm đó bà chiếm được vai nữ chính trong phim Bonnie and Clyde đối diện với Warren Beatty, đem lại cho bà việc đề cử cho giải Oscar. Năm 1968 bà cũng đóng vai chính với Steve McQueen trong phim The Thomas Crown Affair (và có một vai nhỏ trong phim làm lại năm 1999 với Pierce Brosnan).

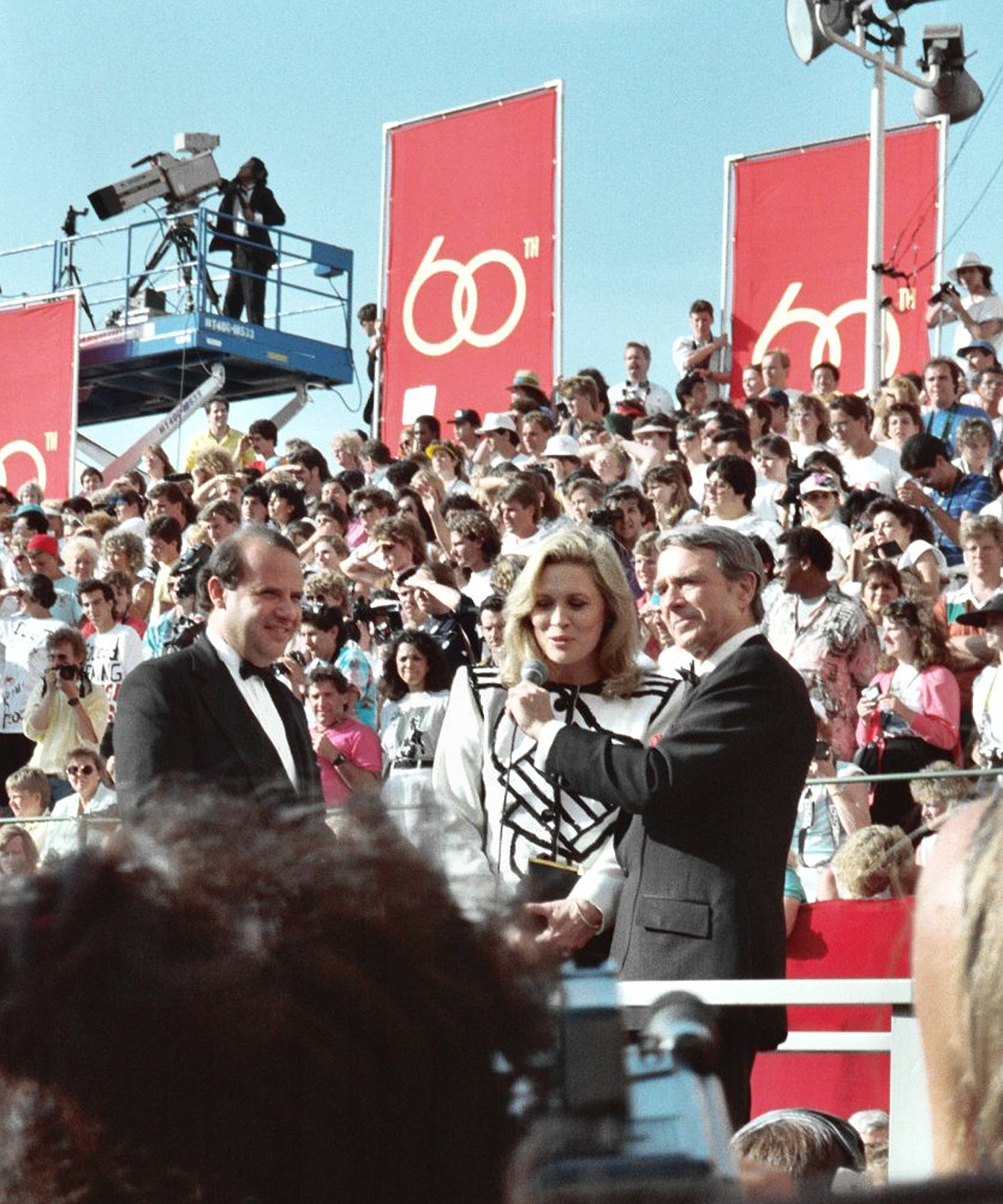
Dunaway được Army Archerd phỏng vấn trên thảm đỏ tại lễ trao Giải Oscar thứ 60, ngày 11.4.1988.

Chính trong thập niên 1970 Dunaway đã bắt đầu phát triển khả năng diễn xuất của mình trong các phim như Three Days of the Condor, Little Big Man, Chinatown, The Three/Four Musketeers, Eyes of Laura Mars, và Network. Phim này đã mang lại cho bà Giải Oscar cho nữ diễn viên chính xuất sắc nhất.
Trong thập niên 1980, mặc dù các diễn xuất của Dunaway vẫn vững vàng, nhưng các vai diễn trở nên kém hấp dẫn. Sau này Dunaway phàn nàn phim Mommie Dearest (1981) đã phá hỏng nghề diễn vai nữ chính của mình. Một số nhà bình luận đã chỉ trích phim này, dù nó có thu nhập tới 19 triệu US dollar trong các đợt công chiếu đầu tiên, và là một trong số 30 phim có tổng thu nhập hàng đầu trong năm. Phim này đã được chấp nhận ngay như một phim cổ điển được ngưỡng mộ. Bà đóng vai người nghiện rượu trong phim Barfly (đối diện Mickey Rourke). Sau đó bà đóng vai chính trong phim Don Juan DeMarco (1995) với Johnny Depp và Marlon Brando.
Dunaway đóng vai kẻ bất lương xấu xa trong phim Supergirl (phim) (1984).
Dunaway cũng đóng vai chính trong phim truyền hình Beverly Hills Madam (1986) đối diện Melody Anderson, Donna Dixon, Terry Farrell và Robin Givens.
Dunaway đoạt một giải Emmy cho vai kẻ giết người trong "It's All in the Game" (1994), một tập trong loạt phim truyền hình nhiều tập Columbo.
Bà được đề cử 3 lần giải Oscar cho nữ diễn viên chính xuất sắc nhất cho các phim Bonnie and Clyde, Chinatown, Network, và đoạt giải ở phim sau. Bà cũng được đề cử 10 lần giải Quả cầu vàng, và đã đoạt 3 giải này, trong đó có các phim truyền hình Ellis Island (1984) và Gia (1998).
Năm 1996, bà đi lưu diễn khắp nước trong vở kịch Master Class, về chuyện nữ ca sĩ opera Maria Callas đầy quyền thế và rất được hoan nghênh. Dunaway mua bản quyền vở kịch Terrence McNally, để có thể quay thành phim.
Năm 2006, Dunaway đóng vai nhân vật tên Lois O'Neill trong đợt thứ sáu của vở kịch hình sự được ưa thích CSI: Crime Scene Investigation. Bà đóng vai người xét xử trong reality show The Starlet (2005), để tìm kiếm nữ diễn viên trẻ sau này có tiềm năng trở thành ngôi sao chính theo phong cách thần tượng Mỹ. Mùa xuân 2007, bà đóng vai chính trong phim quay DVD trực tiếp Rain, dựa trên tiểu thuyết của V. C. Andrews. Năm 2009 Dunaway đóng vai chính phim The Bait của đạo diễn kiêm chủ nhiệm phim người Ba Lan Dariusz Zawislak. Phim này là phiên bản đồng thời của vở kịch Balladyna của thi sĩ Juliusz Slowacki, người Ba Lan ở thế kỷ 19.
Dunaway có một ngôi sao trên Đại lộ Danh vọng Hollywood ở số 7021 Đại lộ Hollywood, nơi bà được thưởng ngày 2.10.1996.

### Đời tư
Dunaway có quan hệ tình cảm với một số nhân vật, từ Lenny Bruce tới nam diễn viên Marcello Mastroianni. Bà đã kết hôn 2 lần: lần đầu từ năm 1974 tới 1979 với Peter Wolf, ca sĩ chính của ban nhạc rock The J. Geils Band; lần thứ hai từ năm 1984 tới 1987 với Terry O'Neill, nhà chụp hình người Anh. Bà và O'Neill có một con trai, Liam O'Neill (sinh 1980). Năm 2003, mặc dù trước đây Dunaway đã nhận là mình sinh ra Liam, nhưng Terry O’Neill phát hiện ra Liam là con nuôi.
Dunaway là người thành niên cải sang đạo Công giáo.

## Phim mục
| Năm  | Phim                                    | Vai diễn                         | Ghi chú                                                                                                |
| ---- | --------------------------------------- | -------------------------------- | --- |
| 1967 | Hurry Sundown                           | Lou McDowell                     | |
| 1967 | The Happening                           | Sandy                            | |
| 1967 | Bonnie and Clyde                        | Bonnie Parker                    | Giải BAFTA; Đề cử – Giải Oscar cho nữ diễn viên chính xuất sắc nhất; Đề cử – Giải Quả cầu vàng         |
| 1968 | The Thomas Crown Affair                 | Vicki Anderson                   | |
| 1968 | Amanti                                  | Julia                            | |
| 1969 | The Extraordinary Seaman                | Jennifer Winslow                 | |
| 1969 | The Arrangement                         | Gwen                             | |
| 1969 | A Place for Lovers                      | Julia                            | |
| 1970 | Little Big Man                          | Mrs. Louise Pendrake             | |
| 1970 | Puzzle of a Downfall Child              | Lou Andreas Sand                 | Đề cử – Giải Quả cầu vàng                                                                              |
| 1971 | The Deadly Trap                         | Jill                             | |
| 1971 | Doc                                     | Katie Elder                      | |
| 1973 | Oklahoma Crude                          | Lena Doyle                       | |
| 1973 | The Three Musketeers                    | Milady de Winter                 | |
| 1974 | Chinatown                               | Evelyn Cross Mulwray             | Đề cử – Giải Oscar cho nữ diễn viên chính xuất sắc nhất; Đề cử – Giải BAFTA; Đề cử – Giải Quả cầu vàng |
| 1974 | The Towering Inferno                    | Susan Franklin                   | |
| 1974 | The Four Musketeers                     | Milady de Winter                 | |
| 1975 | Three Days of the Condor                | Kathy Hale                       | Đề cử – Giải Quả cầu vàng                                                                              |
| 1976 | Network                                 | Diana Christensen                | Giải Oscar cho nữ diễn viên chính xuất sắc nhất; Giải Quả cầu vàng; Đề cử – Giải BAFTA                 |
| 1976 | Voyage of the Damned                    | Denise Kreisler                  | |
| 1978 | Eyes of Laura Mars                      | Laura Mars                       | |
| 1979 | The Champ                               | Annie                            | |
| 1980 | The First Deadly Sin                    | Barbara Delaney                  | |
| 1981 | Mommie Dearest                          | Joan Crawford                    | Giải Mâm xôi vàng cho diễn viên nữ chính tồi nhất                                                      |
| 1981 | Evita Peron                             | Evita Peron                      | |
| 1983 | The Wicked Lady                         | Lady Barbara Skelton             | |
| 1984 | Ordeal by Innocence                     | Rachel Argyle                    | |
| 1984 | Supergirl                               | Selena                           | |
| 1985 | Thirteen at Dinner                      | Jane Wilkinson                   | |
| 1987 | Barfly                                  | Wanda Wilcox                     | Đề cử – Giải Quả cầu vàng                                                                              |
| 1988 | Midnight Crossing                       | Helen Barton                     | |
| 1988 | The Gamble                              | Countess Matilda Von Wallenstein | La Partita                                                                                             |
| 1988 | Burning Secret                          | Mrs. Sonya Tuchman               | |
| 1989 | Frames from the Edge                    | chính mình                       | phim tài liệu                                                                                          |
| 1989 | On a Moonlit Night                      | Mrs. Colbert                     | In una notte di chiaro di luna                                                                         |
| 1989 | Wait Until Spring, Bandini              | Mrs. Hildegarde                  | |
| 1990 | The Handmaid's Tale                     | Serena Joy                       | |
| 1990 | The Two Jakes                           | Evelyn Mulwray                   | chỉ giọng nói                                                                                          |
| 1991 | Scorchers                               | Thais                            | |
| 1992 | Double Edge                             | Faye Milano                      | Lahav Hatzui                                                                                           |
| 1993 | Arizona Dream                           | Elaine Stalker                   | |
| 1993 | The Temp                                | Charlene Towne                   | |
| 1995 | Unzipped                                | chính mình – không ghi tên       | phim tài liệu                                                                                          |
| 1995 | Don Juan DeMarco                        | Marilyn Mickler                  | |
| 1995 | Drunks                                  | Becky                            | |
| 1996 | Dunston Checks In                       | Mrs. Dubrow                      | |
| 1996 | Albino Alligator                        | Janet Boudreaux                  | |
| 1996 | The Chamber                             | Lee Cayhall Bowen                | |
| 1997 | In Praise of Older Women                | Condesa                          | |
| 1997 | The Twilight of the Golds               | Phyllis Gold                     | |
| 1997 | Rebecca                                 | Mrs. van Hopper                  | TV miniseries                                                                                          |
| 1998 | Gia                                     | Wilhelmina Cooper                | |
| 1999 | Love Lies Bleeding                      | Josephine Butler                 | |
| 1999 | The Thomas Crown Affair                 | The Psychiatrist                 | |
| 1999 | The Messenger: The Story of Joan of Arc | Yolande D'Aragon                 | |
| 2000 | The Yards                               | Kitty Olchin                     | |
| 2000 | Stanley's Gig                           | Leila                            | |
| 2000 | Running Mates                           | Meg Gable                        | Đề cử - Giải Quả cầu vàng                                                                              |
| 2001 | Yellow Bird                             | Aurora Beavis                    | Phim ngắn – cũng là đạo diễn                                                                           |
| 2001 | Festival in Cannes                      | chính mình                       | Vai nhỏ                                                                                                |
| 2002 | Mid-Century                             | Blue/Mother                      | |
| 2002 | Changing Hearts                         | Betty Miller                     | |
| 2002 | The Rules of Attraction                 | Mrs. Eve Denton                  | |
| 2002 | Man of Faith                            | Mae West                         | |
| 2003 | Blind Horizon                           | Ms. K                            | |
| 2004 | Last Goodbye                            | Sean Winston                     | |
| 2004 | El Padrino                              | Atty. Gen. Navarro               | |
| 2004 | Jennifer's Shadow                       | Mary Ellen Cassi                 | |
| 2005 | Ghosts Never Sleep                      | Kathleen Dolan                   | |
| 2006 | Cut Off                                 | Marilyn Burton                   | |
| 2006 | Love Hollywood Style                    | God                              | |
| 2006 | Rain                                    | Isabel Hudson                    | |
| 2007 | Cougar Club                             | Edith Birnbaum                   | |
| 2007 | Say It in Russian                       | Jacqueline de Rossy              | |
| 2007 | The Gene Generation                     | Josephine Hayden                 | |
| 2008 | Flick                                   | Trung úy Annie McKenzie          | |
| 2008 | La Rabbia                               | Madre                            | |
| 2009 | Dr. Fugazzi                             | thám tử Rowland                  | |
| 2009 | Midnight Bayou                          | Odette                           | |
| 2009 | Caroline & The Magic Stone              | Filomena                         | |
| 2009 | The Bait (Balladyna)                    | Dr Ash                           | Hoa Kỳ-Ba Lan cùng sản xuất                                                                            |

## Các vai khách mời
- Grey's Anatomy (2009)

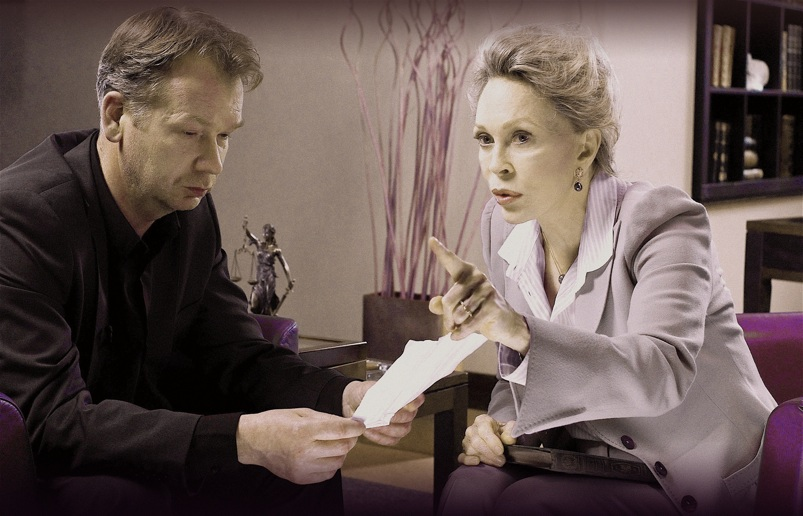
Faye Dunaway & Mirosław Baka, trong phim Balladyna của đạo diễn Dariusz Zawiślak

- CSI: Crime Scene Investigation "Kiss-Kiss, Bye-Bye" 26.1.2006
- Alias "The Abduction" (2002); "A Higher Echelon" (2003); "The Getaway" (2003), vai Ariana Kane
- Road to Avonlea Mùa 6, Phần 76 "What a Tangled Web We Weave" (1995)
- Columbo: It's All in the Game (1993), vai Lauren Staton